# Caton with Littledale
Caton with Littledale is een civil parish in het bestuurlijke gebied Lancaster, in het Engelse graafschap Lancashire met 2738 inwoners.